# Fußballspielvereinigung Budissa Bautzen e.V.
Fußballspielvereinigung Budissa Bautzen e.V. é uma agremiação esportiva alemã, fundada a 24 de maio de 1904, sediada em Bautzen, na Saxônia.
Criado como Fußball Klub Budissa Bautzen, o clube era parte da Alemanha Oriental após a Segunda Guerra Mundial.

## História

BSG Motor Bautzen

O FK atuou na VMBV (Verband Mittledeutschland Ballspiel Vereins ou Central Federação Alemã de ballsport Teams), uma das primeiras do país em ligas regionais. O time foi renomeado Sportverein Budissa 04, em 1907, e passou a reivindicar vários campeonatos locais na Oberlausitz Gau na década de 1910 e novamente em 1930. As conquistas levaram-no a várias aparições na fase do campeonato regional, na qual foi eliminado precocemente. No momento em que a Segunda Guerra Mundial estourou, em 1939, o SVB se encontrava no terceiro nível do circuito local.
Depois da guerra as autoridades de ocupação aliadas proibiram as organizações existentes no país, incluindo esportes e clubes de futebol. O Budissa foi refundado, em 1946, como Sparte Süd, mas logo passou a atuar como Sportgemeinde Bautzen-Süd. Em 1949, se fundiu com o SG Bautzen-West, sucessor de Bautzner SC, para formar o BSG Einheit Bautzen. No ano seguinte o clube foi renomeado BSG Motor Bautzen.
A equipe logo ganhou um título da Bezirksliga (III), que o fez avançar à segunda divisão da Alemanha Oriental, a DDR-Liga em 1954. Após uma reestruturação da liga na temporada seguinte, o Bautzen passou à terceira divisão, a 2. DDR-Liga, na qual iria competir até vencê-la em 1958. Após duas temporadas, foi enviado de volta após a campanha de 1960, mas imediatamente reafirmou um lugar no segundo nível, permanecendo até a temporada 1967-1968. Exceto por um breve retorno à DDR-Liga de 1974 a 1976, o Motor passou doze temporadas saltando entre a terceira e a quarta divisão.
Durante esse período, o clube foi um participante regular das fases iniciais da FDGB-Pokal (Copa da Alemanha Oriental), mas não conseguiu ultrapassar as fases posteriores.
Depois da reunificação alemã, em 1990, o clube reafirmou o seu património e restabeleceu-se como Fußballspielvereinigung Budissa Bautzen. O time fez uma aparição breve na Landesliga Sachsen (V) de 1992 a 1994. O FSV foi promovido à Landesliga uma segunda vez, em 2002, e dessa vez ganhou o campeonato, em 2005, para avançar para a Oberliga Nordost-Süd.

## Títulos
Como Motor Bautzen
- 2. DDR-Liga Süd Campeão: 1957;

Como Budissa Bautzen
- Landesliga Sachsen Campeão: 2005;
- Bezirksliga Dresden Campeão: 1992, 2002;
- Bezirkspokal Campeão: 1996, 2002;

## Cronologia
- 1952/53–1953/54 Bezirksliga Dresden (Liga 3)
- 1954/55 DDR-Liga (2)
- 1956–1957 II. DDR-Liga (3)
- 1958–1960 I. DDR-Liga (2)
- 1961/62 II. DDR-Liga
- 1962/63–1967/68 I. DDR-Liga
- 1968/69–1973/74 Bezirksliga Dresden (3)
- 1974/75–1975/76 DDR-Liga
- 1976/77–1979/80 Bezirksliga Dresden
- 1980/81 Bezirksklasse Dresden (4)
- 1981/82–1982/84 Bezirksliga Dresden
- 1984/85 Bezirksklasse Dresden
- 1985/86–1989/90 Bezirksliga Dresden 1990: 13ª
- 1990/91–1991/92 Bezirksliga Dresden (Liga 3/4)
- 1992/93–1993/94 Landesliga Sachsen (4)
- 1994/95–2001/02 Bezirksliga Dresden (6)
- 2002/03– 2004/05 Landesliga Sachsen (5)
- Desde 2005 Oberliga Nordost (4ª, Desde 2008 5. Liga)